# Élection législative partielle de 1959 en Nouvelle-Calédonie et dépendances
Une élection législative partielle se déroule le 24 mai 1959 dans le territoire de la Nouvelle-Calédonie et dépendances. Un député est à élire dans le cadre d'une circonscription.

## Élus
| Circonscription        | Député élu        | Parti | Parti |
| ---------------------- | ----------------- | ----- | ----- |
| Circonscription unique | Maurice Lenormand |       | UC    |

## Résultats

### Résultats à l'échelle du territoire
|                | Union pour la nouvelle République           | 7 236  | 30,35  | 0 |  |  |
|                | Centre national des indépendants et paysans | 430    | 1,18   | 0 |  |  |
|                | Droite parlementaire                        | 7 666  | 32,16  | 0 |  |  |
|                |                                             |        |        |   |  |  |
|                | Union calédonienne                          | 16 173 | 67,84  | 1 |  |  |
|                |                                             |        |        |   |  |  |
| Inscrits       | Inscrits                                    | 35 395 | 100,00 | 1 |  |  |
| Abstentions    | Abstentions                                 | 11 059 | 31,24  |   |  |  |
| Votants        | Votants                                     | 24 336 | 68,76  |   |  |  |
| Blancs et nuls | Blancs et nuls                              | 497    | 2,04   |   |  |  |
| Exprimés       | Exprimés                                    | 23 839 | 97,96  |   |  |  |

### Résultats par circonscription
|                                                                                         | Maurice Lenormand sortant réélu | UC             | 16 173 | 67,84  |  |  |  |
|                                                                                         | René Hénin                      | UNR            | 7 236  | 30,35  |  |  |  |
|                                                                                         | Claude Parazols                 | CNIP (Rascal)  | 430    | 1,8    |  |  |  |
|                                                                                         |                                 |                |        |        |  |  |  |
| Inscrits                                                                                | Inscrits                        | Inscrits       | 35 395 | 100,00 |  |  |  |
| Abstentions                                                                             | Abstentions                     | Abstentions    | 11 059 | 31,24  |  |  |  |
| Votants                                                                                 | Votants                         | Votants        | 24 336 | 68,76  |  |  |  |
| Blancs et nuls                                                                          | Blancs et nuls                  | Blancs et nuls | 497    | 2,04   |  |  |  |
| Exprimés                                                                                | Exprimés                        | Exprimés       | 23 839 | 97,96  |  |  |  |
| Source : J. Le Borgne, Nouvelle-Calédonie, 1945-1968: la confiance trahie, 2005, 248 p. |                                 |                |        |        |  |  |  |